# Меріптах
Меріптах (*XIV ст. до н. е.) — давньоєгипетський діяч XVIII династії, верховний жрець Птаха у Мемфісі за володарювання фараонів Хоремхеба та Рамсеса I.

## Життєпис
Походив зі знатного роду. Висувається теорія, що був братом або небожем Птахмоса II, верховного жерця Птаха. Розпочав службу в храмах. Відомо, що спочатку був жерцем, відповідальним за прикрашання та рухи Птаха під час святкових церемоній. Згодом обіймав посаду «Той, хто знає, священні речі неба, землі і пекла в Геліополі й у Хаут-ка-Птах».
За фараона Тутанхамона очолив судову колегію країни, керуючи 10 суддями в кожному з округів (Фівах, Мемфісі та Геліополі). В цьому він зумів обмежити права чатів в обох частинах держави, які обмежилися цивільними справами. Згодом стає намісником Мемфісу.
Після смерті Птахемхата II Ті стає верховним жерцем Птаха й найбільшим начальником над ремісниками. Його цивільні посади перелічено на статуї Меріптаха, що зберігається в Луврі.
Помер наприкінці правління Хоремхеба або на початку правління фараона Рамсеса I. Поховано в гробниці в некрополі Саккара.